# イヴ・ベランジェ
イヴ・ベランジェ（Yves Bélanger、1960年7月7日 - ）は、フランス系カナダ人の撮影監督である。日本語では「イブ・ベランジェ」、「ワイヴス・ベランガー」とも表記される。

## 経歴
1960年7月7日、ケベック州サン・ジャン・ディベルヴィルに生まれる。コンコルディア大学で映画製作を学ぶため、モントリオールに移り住んだ。1984年、同大学で美術学士を取得した。2012年に『わたしはロランス』、2013年に『ダラス・バイヤーズクラブ』、2014年に『わたしに会うまでの1600キロ』の撮影を手がけた。そのほかに『雨の日は会えない、晴れた日は君を想う』や『ブルックリン』などを手がけている。

## フィルモグラフィー

### 長編映画
- ザ・リスト 官能の罠 The List （2000年）
- 囁く女 Cause of Death （2001年）
- ノンストップ! Opération Casablanca （2010年）
- キングダム・オブ・ドラゴン 伝説の魂を受け継ぐ者 Wushu Warrior （2011年）
- わたしはロランス Laurence Anyways （2012年）
- ダラス・バイヤーズクラブ Dallas Buyers Club （2013年）
- わたしに会うまでの1600キロ Wild （2014年）
- レーサー/光と影 La Petite Reine （2014年）
- 雨の日は会えない、晴れた日は君を想う Demolition （2015年）
- ブルックリン Brooklyn （2015年）
- 運び屋 The Mule （2018年）
- ロング・ショット 僕と彼女のありえない恋 Long Shot （2019年）
- リチャード・ジュエル Richard Jewell （2019年）
- 陪審員2番 Juror #2 (2024年）

### テレビドラマ
- シャープ・オブジェクツ Sharp Objects （2018年）

## 受賞
- 2016年 - 第4回カナダ・スクリーン・アワード - 撮影賞（『ブルックリン』）[9]